# Kommandørens Døtre
Kommandørens Døtre er en dansk stum melodramafilm fra 1912 produceret af Nordisk Films Kompagni og instrueret af Leo Tscherning. Filmens manuskript er skrevet af Axel Garde frit baseret på Jonas Lies roman af samme navn fra 1886.
Filmens hovedroller som de unge forelskede spilles af ægteparret Carlo og Clara Weith.
Filmen havde dansk premiere i december 1912 og havde premiere i Storbritannien den 26. januar 1913 under titlen The Commodore's Daughter. Filmen blev i tysktalende lande distribueret som Familiensclaven og i fransktalende lande som Les Filles du Capitaine de Vaisseau.

## Handling
Kommandør Kraghs yngste datter Marthe har et godt øje til sin fætter, den unge Jan Børresen, og følelserne er gengældt. En dag får Jan besked om, at han skal på langfart i flere år, og de to unge beder om kommandørens accept af deres forlovelse. Men kommendøren siger nej. Tre år senere kommer Jan hjem igen og beder atter om tilladelse til forlovelse, men igen får det unge par nej. De to unge indgår herefter en pagt for hele livet. Jan tager på langfart igen, men omkommer da han under en storm falder overbord. Da Marthe hører om dødsfaldet, besvimer hun, og da lægen undersøger Marthe, opdager han, at hun er med barn. Marthe sendes på landet for at føde barnet, men da hun vender tilbage, vil Marthes forældre ikke vide af hendes barn, der herefter sendes i pleje på landet. Marthe længes efter barnet og efter Jan, og hun sygner hen. Marthes søster tager i hemmelighed på landet for at hente barnet til Marthe, men mens hun er væk, bliver Marthe meget syg. Søsteren når at komme tids nok med barnet, til at Marthe kan trykke det mod sit bryst, inden hun udånder.

## Medvirkende
- Clara Wieth - Marthe, kommandørens datter
- Carlo Wieth - Jan Børresen, kommandørens nevø
- Augusta Blad
- Maja Bjerre-Lind
- Frederik Jacobsen - Læge
- Cajus Bruun
- Marie Dinesen - Stuepige
- Lily Frederiksen
- Alma Hinding
- Ella Sprange
- Doris Langkilde
- Maggi Zinn
- Torben Meyer